# Miguel Ocampo
Miguel Saturnino Ocampo Leloir (Buenos Aires, 29 de noviembre de 1922-La Cumbre, Provincia de Córdoba; 24 de noviembre de 2015) fue un pintor, arquitecto y diplomático argentino.

## Biografía
Egresó de la Facultad de Arquitectura en 1947, estudió pintura con Vicente Puig, en su estudio conoció a Sarah Grilo, José Antonio Fernández-Muro e Ignacio Pirovano, entre otros. Era primo segundo de las escritoras Victoria Ocampo y Silvina Ocampo y amigo personal del escritor Manuel Mujica Lainez, con quién visitó en 1958 Bomarzo. En 1948 viaja a Europa donde conoce a Georges Braque y André Lhote. En 1950 realizó su primera muestra individual en París. 
Ingresó al cuerpo diplomático en 1956. Fue destinado a Roma (1956-59) y luego a París (1961-66) y Nueva York (1969-79). En París desempeñó entre 1960 y 1972 el papel de Consejero Cultural en la Embajada Argentina. Después de atravesar diversos periodos su obra se acerca al paisaje abstracto argentino como principal tema. Expone internacionalmente y su obra figura en colecciones privadas y públicas. Se casó con la escritora Elvira Orphée con quien tuvo sus tres hijas: Laura, Paula y Flaminia. Su segunda esposa fue Susana Withrington.
En 1982 recibió el Premio Konex, Diploma al Mérito como uno de los mejores pintores no figurativos de la historia en Argentina. Al año siguiente era elegido miembro de la Academia Nacional de Bellas Artes. En 1978, se fue a vivir a La Cumbre (Córdoba), donde desde 2008 puso su sala, con exposición de toda sus obras.
Obras en los museos de Albright Knox Collection. Buffalo, N.Y., Museo de Arte Moderno de Nueva York. Museo de Arte Moderno de Río de Janeiro. Museo de Arte Moderno de Bahía, Brasil. Museo de la Universidad de Austin, Texas, EE. UU. Colección del Estado de Francia. Museo de Bellas Artes de Montevideo. Museo Nacional de Bellas Artes de Buenos Aires. Museo Castagnino de Rosario. Museo Genaro Pérez de Córdoba. Museo de Arte Contemporáneo de San Pablo, Brasil. Tucson Art Museum, Tucson, Arizona, EE. UU. Fundación Arango, Bogotá, Colombia. Organización de Estados Americanos, Washington En el 2012 realiza una retrospectiva en el lugar donde vive con motivo de sus 90 años. Falleció el 24 de noviembre de 2015 a los 93 años de edad.